# تسریکونیتسا
تْسْریکْو ِنیتسا (به کرواتی: Crikvenica) شهری در ایالت پریمریه-گرسکی کتار کشور کرواسی است که جمعیت آن در سال ۲۰۱۱ میلادی ۱۰٬۹۰۲ نفر بوده‌است.